# المخاري (بكيل المير)

تعديل مصدري - تعديل

المخاري هي إحدى قرى عزلة العطن بمديرية بكيل المير التابعة لمحافظة حجة، بلغ تعداد سكانها 131 نسمة حسب تعداد اليمن لعام 2004.